# 拉尔莫尼哈德县
拉尔莫尼哈德（Lalmonirhat District）为孟加拉国朗布尔专区辖县，为孟加拉国北部边境县份。县境西北部与印度西孟加拉科奇比哈尔县（科奇比哈爾縣）接壤，东北部与西孟加拉杰尔拜古里县（傑爾拜古里縣）毗连，东南与古里格拉姆县交界，西南与朗布尔县为邻，西连尼尔帕马里县。全境年平均温度11.2°C至32.3°C，降雨量2,931毫米。县域总面积1,241.46公里²，总人口1,088,918人（1991）。全县共分置5乡（乌帕齐拉），政府驻拉尔莫尼哈德镇。